# 安琴爱
安琴爱（An Kum-Ae，1980年6月3日—）是朝鲜柔道运动员。
安琴爱在2005年柔道世界锦标赛上被俄罗斯选手柳德米拉·博格达诺娃所淘汰获得铜牌。
她在2006年亚洲运动会决赛中击败蒙古选手孟克巴塔·班德玛取得了52公斤级的金牌。在2008年北京奥运会上，安琴爱不敌卫冕冠军中国选手冼东妹夺得一枚银牌。在2012年倫敦奥運會上，安琴愛奪得一枚金牌。其後，更獲評選為2012年柔道项目最佳运动员。

## 外部連結
- 2006 Asian Games profile